# Lathrolestes carinatus
Lathrolestes carinatus là một loài tò vò trong họ Ichneumonidae.